# 奧文·威廉斯
奧文·方·威廉斯（英語：Owain Fôn Williams；1987年3月17日—）是一位威爾士足球運動員。在場上的位置是守門員。他現在效力於蘇超球隊邓弗姆林。他也代表威爾士各級國家青年足球隊參賽。

## 外部連結
- 足球数据库：奧文·威廉斯的球员统计数据